# L'endemà de bodes
L'endemà de bodes és una comèdia en tres actes, original de Josep Pous i Pagès, estrenada al teatre Romea de Barcelona, la vetlla del 14 d'octubre de 1904.

## Repartiment de l'estrena
- Pepa: Concepció Llorente.
- Roseta: Carme Jarque.
- Cinto: Miquel Rojas.
- Rafalet: August Barbosa.
- Xibeques: Vicent Daroqui.
- Quirze: Jaume Capdevila.
- Joanic: Joaquim Viñas.
- Campaner: Casimir Ros.
- Director artístic: Miquel Rojas